# Štola Franz-Franz
Das Fauna-Flora-Habitat-Gebiet Štola Franz-Franz (deutsch: Stollen Franz-Franz, früher auch St.Veit-Kotzian) umfasst ein weitläufiges Stollensystem in der Gemeinde Dolní Moravice im Nordosten Tschechiens. In den Stollen wurde einst Eisenerz abgebaut. Heute dienen sie zahlreichen Fledermausarten als Überwinterungsquartier. Das Stollensystem ist eines der fünf wichtigsten Überwinterungsgebiete der Wimperfledermaus (Myotis emarginatus) und der Kleinen Hufeisennase (Rhinolophus hipposideros) in der Tschechischen Republik. Auch Fransenfledermaus, Wasserfledermaus, Bechsteinfledermaus, Kleine Bartfledermaus, Große Bartfledermaus, Nordfledermaus, Braunes Langohr und Mopsfledermaus wurden hier bereits festgestellt.
Bei der offiziellen Größenangabe von 398 m² wird die unterirdische Ausdehnung des Gebietes nicht berücksichtigt. Kartografisch wird das Gebiet lediglich als Kreis um die Stolleneingänge dargestellt.
Die Stollen liegen im Naturschutzgebiet Franz-Franz und im Landschaftsschutzgebiet und EU-Vogelschutzgebiet Jeseníky.

## Schutzzweck
Folgende Arten von gemeinschaftlichem Interesse kommen laut Standarddatenbogen im Gebiet vor:
| Bild               | EU Code | * | Art                | wissenschaftlicher Name   | Artengruppe |
| ------------------ | ------- | - | ------------------ | ------------------------- | ----------- |
| Große Hufeisennase | 1304    |   | Große Hufeisennase | Rhinolophus ferrumequinum | Säugetiere  |
| Wimperfledermaus   | 1321    |   | Wimperfledermaus   | Myotis emarginatus        | Säugetiere  |
| Großes Mausohr     | 1324    |   | Großes Mausohr     | Myotis myotis             | Säugetiere  |